# Dumitru Țintea
Dumitru Țintea (n. 1936) este un pentatlonist modern român. A concurat la Jocurile Olimpice de vară din 1956.

## Distincții
- Medalia Muncii (18 decembrie 1956) „pentru merite deosebite in pregătire și pentru rezultatele obținute la cea de a XVI-a ediție a jocurilor olimpice care au avut loc la Melbourne”[4]